# Mohnton
Mohnton es un borough ubicado en el condado de Berks en el estado estadounidense de Pensilvania. En el año 2000 tenía una población de 2,963 habitantes y una densidad poblacional de 1,311.2 personas por km².

## Geografía
Mohnton se encuentra ubicado en las coordenadas 40°17′10″N 75°59′9″O / 40.28611, -75.98583.

## Demografía
Según la Oficina del Censo en 2000 los ingresos medios por hogar en la localidad eran de $41,429 y los ingresos medios por familia eran $56,174. Los hombres tenían unos ingresos medios de $40,037 frente a los $25,266 para las mujeres. La renta per cápita para la localidad era de $21,268. Alrededor del 4.9% de la población estaba por debajo del umbral de pobreza.